# Weipa
Weipa (sprich: wiːpə) ist die größte Stadt am Golf von Carpentaria und auf der Kap-York-Halbinsel. Bei der Volkszählung 2021 wurden 4.097 Einwohner gezählt. Ihre Größe verdankt die Stadt den enormen Bauxitlagerstätten entlang der Küste. Über den Hafen werden vornehmlich Bauxit und Vieh ausgeführt.

## Geografie
Weipa befindet sich wenig südlich des Duyfken Point, einem Kap, von dem man heute weiß, dass es der erste Punkt in Australien war, mit dem ein Europäer in Kontakt kam. Der niederländische Forscher Willem Jansz sah hier im Jahre 1606 zum ersten Mal die australische Küste von seinem Schiff Duyfken aus. Dies war immerhin 164 Jahre vor der Landung von Leutnant z.S. James Cook an der Ostküste Australiens.

## Klima
|                       | Jan   | Feb   | Mär   | Apr   | Mai  | Jun  | Jul  | Aug  | Sep  | Okt  | Nov   | Dez   |   |         |
| Mittl. Tagesmax. (°C) | 31,9  | 31,3  | 31,9  | 32,3  | 31,8 | 31,2 | 31,0 | 32,0 | 34,4 | 35,6 | 33,8  | 32,7  | ⌀ | 32,5    |
| Mittl. Tagesmin. (°C) | 24,2  | 24,1  | 23,8  | 22,8  | 21,3 | 20,0 | 18,8 | 18,7 | 19,8 | 21,9 | 23,5  | 24,2  | ⌀ | 21,9    |
|                       |       |       |       |       |      |      |      |      |      |      |       |       |   |         |
| Niederschlag (mm)     | 464,5 | 548,9 | 391,5 | 107,1 | 19,9 | 3,8  | 1,2  | 6,4  | 1,5  | 24,3 | 110,8 | 290,6 | Σ | 1.970,5 |
|                       |       |       |       |       |      |      |      |      |      |      |       |       |   |         |
| Regentage (d)         | 23,3  | 25,3  | 22,3  | 12,6  | 4,8  | 2,4  | 1,4  | 1,7  | 0,8  | 2,7  | 9,0   | 18,0  | Σ | 124,3   |

| 24,2 |

| 24,1 |

| 23,8 |

| 22,8 |

| 21,3 |

| 20,0 |

| 18,8 |

| 18,7 |

| 19,8 |

| 21,9 |

| 23,5 |

| 24,2 |

| 24,2 |

| 24,1 |

| 23,8 |

| 22,8 |

| 21,3 |

| 20,0 |

| 18,8 |

| 18,7 |

| 19,8 |

| 21,9 |

| 23,5 |

| 24,2 |

## Geschichte
Weipa wurde 1898 als Außenposten einer presbyterianischen Missionsstation gegründet.
1911 führte Queensland eine sehr restriktive Gesetzgebung ein, die einen Protektor zum gesetzlichen Vormund für alle Kinder der Aborigines und Halbblutkinder unter 21 Jahren einsetzte. Der Protektor hatte das Recht, jeden seiner Schützlinge in ein beliebiges Reservat einzuweisen (oder ihn daraus zu verbannen) und ihn 14 Tage lang einsperren zu lassen, wenn er sich seiner Meinung nach einer Pflichtverletzung, einer groben Insubordination oder eines Aufrufs zum Ungehorsam schuldig gemacht hatte. Diese Gesetze erlaubten auch der Polizei, Aborigines in Reservate einzusperren, um sie „vor dem Verfall der Sitten zu bewahren“. Diese Machtbefugnis wurde 1957 auch Comalco gewährt, um die Vertreibung der Aborigines aus Weipa zu rechtfertigen.
1932 musste die Gemeinde wegen einer Malariaepidemie vom Jessica Point (heute: Napranum) auf den heutigen Standort verlegt werden. Der alte Standort lag etwa zwölf Kilometer südlich der heutigen Siedlung. Zu dieser Zeit waren die meisten Bewohner vom Stamm der Awingthim, aber später brachte man andere Stämme und Clans aus Old Mapoon (am Kap York, wo die Aborigines vertrieben und ihre Siedlungen am 15. November 1963 niedergebrannt wurden) und anderen Siedlungen.
1955 entdeckte ein Geologe, Henry Evans (1912–1990), dass die roten Klippen im Eingeborenenreservat, die schon von frühen niederländischen Forschern und auch Matthew Flinders erwähnt worden waren, vor allem enorme Bauxitlagerstätten – also Aluminiumerz – waren und zum geringeren Teil Wolframerz enthielten.
Der Comalco Act 1957 hob den Status eines Reservates auf und sicherte der Bergbaugesellschaft 5.760 km² Land an der Westküste der Kap-York-Halbinsel und 5.135 km² an seiner Ostküste – auch Land der Aborigines, aber kein Reservat. Der Abbau von Bauxit begann 1960. 1966 wurde die Missionssiedlung eine staatliche Siedlung, wobei Comalco mehrmals die gesamte Siedlung umsiedelte. Die Bergbaugesellschaft baute dann eine neue Stadt für ihre Arbeiter auf der anderen Seite der Bucht.

## Bauxitabbau

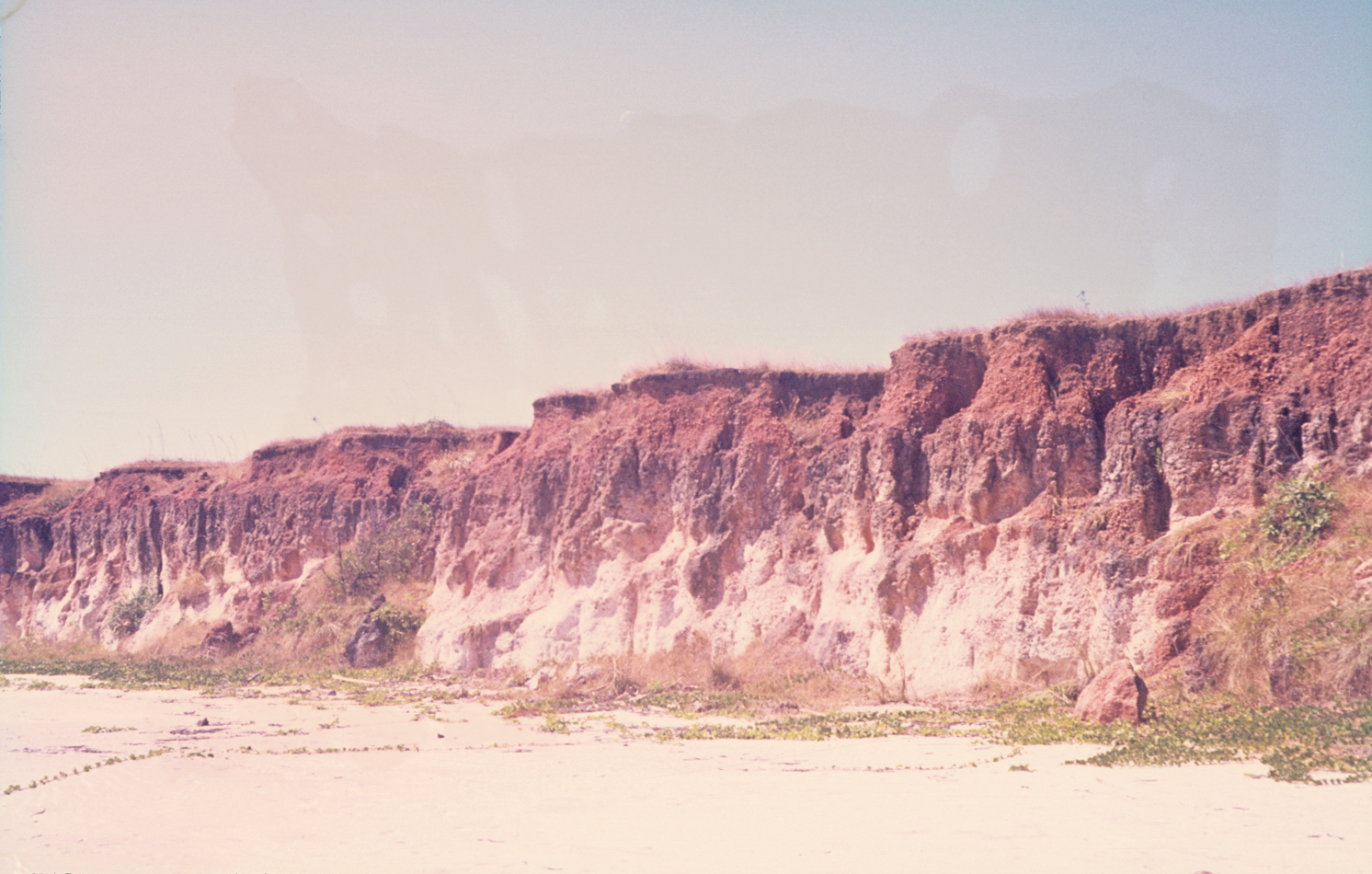
Bauxitlagerstätten bei Weipa

Die heutige Stadt wurde hauptsächlich von Comalco (heute: Rio Tinto Alcan), einer großen Aluminiumgesellschaft, die bereits 1962 versuchte, Bauxit nach Japan zu verschiffen, errichtet. Es wurde eine Eisenbahnstrecke vom Bergwerk in Andoom zur Halde am Hafen am Lorim Point gebaut. Seit 2010 ist dieses Bauxitbergwerk das größte seiner Art auf der Welt.

## Einrichtungen
Weipa besitzt eine öffentliche Bibliothek, ein Besucherzentrum, ein Schwimmbad, ein Kino, ein Bowling Green, einen Golfclub und ein Bergbaumuseum. Darüber hinaus findet man ein Einkaufszentrum mit Gemischtwarenladen, Bäckerei, Café und Sportgeschäft.